# Simon McBurney

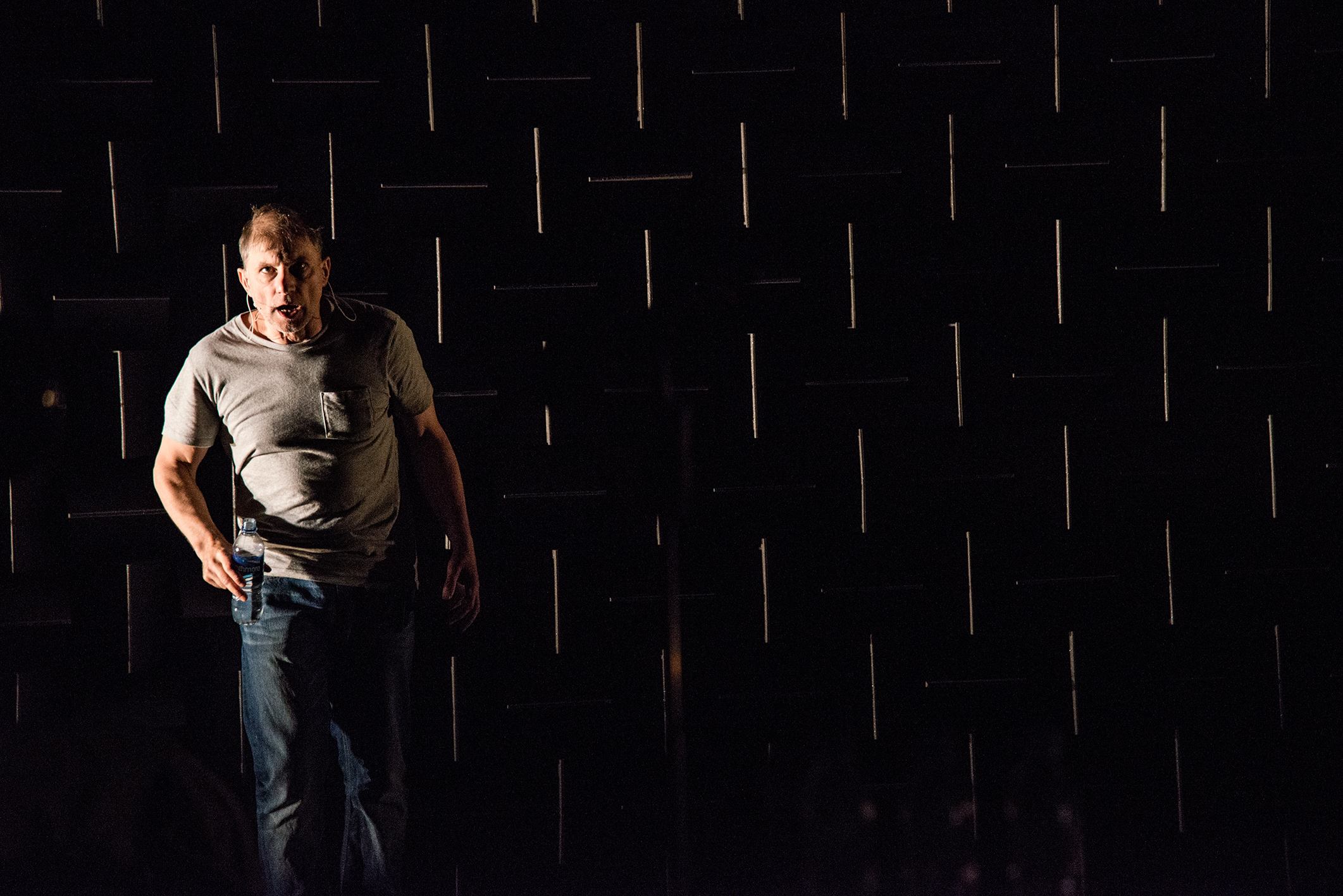
Beim Edinburgh Festival 2015.

Simon Montagu McBurney, OBE, (* 25. August 1957 in Cambridge) ist ein britischer Film- und Theaterschauspieler, Autor und Theaterregisseur.

## Leben
Simon McBurney ist der Sohn des amerikanischen Archäologen und Akademikers Charles Brian Montagu McBurney und der Sekretärin Anne Francis Edmondstone Charles. McBurney studierte zunächst englische Literatur an der Cambridge University und erlernte dann das Theaterspiel an der École Jacques Lecoq in Paris. Seit seiner Teenagerzeit ist er einer der besten Freunde von Emma Thompson.
1983 gründete er mit Annabel Arden, Fiona Gordon und Marcello Magni das Théâtre de Complicité. Es ist ein Tourneetheater, das mit dem Einsatz von multimedialen Techniken (Musik, Film, Dia, Tonband), körperbetonter Darstellung im Sinne Lecoqs und philosophischen Ausführungen internationale Bekanntheit erlangen konnte. Mehrere Inszenierungen wurden auch in Spielfilmen umgesetzt wie etwa Mnemonic (1999) und The Elephant Vanishes (2003).
Seit den 1980er Jahren spielt McBurney in Film und Fernsehen, sein diesbezügliches Schaffen umfasst mehr als 60 Produktionen.
2002 führte er die Regie in Bertolt Brechts Der aufhaltsame Aufstieg des Arturo Ui. Es wurde Ende 2002 am Theater der New Yorker Pace University mit Al Pacino in der Hauptrolle aufgeführt.
McBurney war lange mit der australischen Schauspielerin Jacqueline McKenzie liiert, bevor er der Konzertpianistin Cassie Yukawa 2007 auf der Straße begegnete: "Just by chance, completely extraordinary chance. We literally just saw each other. I didn't believe that such things were true."  McBurney und Cassie Yukawa sind seit 2016 verheiratet und haben drei Kinder, Noma, Teyo und Mamie.
McBurney ist Botschafter von Survival International, einer Organisation, die sich um die Rechte indigener Menschen kümmert.

## Theaterproduktionen
- 1992: Street of Crocodiles (nach Bruno Schultz)
- 1994: The Three Lives of Lucie Cabrol (nach John Berger)
- 1997: The Caucasian Chalk Circle und The Chairs
- 1998/1999: The Street of Crocodiles (revival) und The Vertical Line
- 1999: Mnemonic
- 2000: Light
- 2001–2002: The Noise of Time (Schostakowitsch-Biografie)
- 2002: Genoa 01 und The Resistible Rise of Arturo Ui
- 2003: The Elephant Vanishes von Haruki Murakami
- 2004: Strange Poetry und Measure for Measure
- 2007: A Disappearing Number
- 2008: Shun-kin 春琴
- 2010: A Dog’s Heart (Oper)
- 2011: Der Meister und Margarita (Barbican Centre London, Festival d’Avignon und Wiener Festwochen)
- 2012: Die Zauberflöte (De Nederlandse Opera Amsterdam und Festival d’Avignon)
- 2015: The Encounter (Edinburgh Festival)
- 2020: Michael Kohlhaas (Schaubühne Berlin)
- 2020: Ungeduld des Herzens (Schaubühne Berlin)

## Filmografie (Auswahl)
- 1991: Kafka
- 1993: Being Human
- 1993: Mesmer
- 1994: Liebe und andere Geschäfte (A Business Affair)
- 1994: Tom & Viv
- 1996: Der Unhold (The Ogre)
- 1997: The Caucasian Chalk Circle
- 1998: Cousin Bette
- 1999: Inside-Out
- 1999: Inspector Barnaby (Fernsehserie, eine Episode, Ein Toter, den niemand vermisst)
- 1999: Onegin – Eine Liebe in St. Petersburg (Onegin)
- 2000: Eisenstein (The Furnace)
- 2000: Changing Stages (Mini-Serie)
- 2003: Sweet Dreams (Skagerrag)
- 2003: Bright Young Things
- 2003: The Reckoning
- 2004: Der Manchurian Kandidat (The Manchurian Candidate)
- 2004: Human Touch
- 2006: Freunde mit Geld (Friends With Money)
- 2006: Mr. Bean macht Ferien (Mr. Bean’s Holiday)
- 2006: Der letzte König von Schottland – In den Fängen der Macht (The Last King of Scotland)
- 2007: Der Goldene Kompass (The Golden Compass)
- 2008: Die Herzogin (The Duchess)
- 2008: Der Mann, der niemals lebte (Body of Lies)
- 2010–2014: Rev. (Fernsehserie, 19 Episoden)
- 2010: Robin Hood
- 2010: Harry Potter und die Heiligtümer des Todes – Teil 1 (Harry Potter and the Deathly Hallows: Part 1)
- 2011: Dame, König, As, Spion (Tinker, Tailor, Soldier, Spy)
- 2011–2013: Die Borgias (The Borgias, Fernsehserie, 6 Episoden)
- 2013: For Those Who Can Tell No Tales
- 2013: Utopia (Fernsehserie, 3 Episoden)
- 2014: Magic in the Moonlight
- 2014: Die Entdeckung der Unendlichkeit (The Theory of Everything)
- 2015: Mission: Impossible – Rogue Nation
- 2016: Conjuring 2 (The Conjuring 2)
- 2016: Allied – Vertraute Fremde (Allied)
- 2018: Vor uns das Meer (The Mercy)
- 2019: The Loudest Voice (Miniserie, 7 Episoden)
- 2019: Carnival Row (Fernsehserie, 8 Episoden)
- 2020: Siberia
- 2020: Wolfwalkers (Stimme)
- 2022: Der denkwürdige Fall des Mr Poe (The Pale Blue Eye)
- 2024: A Mistake
- 2024: Nosferatu – Der Untote (Nosferatu)

## Auszeichnungen
- 1997: Europäischer Theaterpreis für Neue Realitäten
- 1998: Laurence Olivier Award (Beste Theaterchoreographie der Saison 1997 für The Caucasian Chalk Circle, aufgeführt am Royal National Theatre, Olivier Stage, London)
- 1999: London Critics’ Circle Theatre Award (Bestes neues Stück für Mnemonic, aufgeführt am Riverside Theatre)
- 2005: Officer of the Order of the British Empire (für Verdienste um das Drama, im Zuge der „New Years Honours List“ durch Königin Elisabeth II.)
- 2007: Nestroy-Theaterpreis-Nominierung Beste Regie für A Disappearing Number bei den Wiener Festwochen
- 2008: Konrad-Wolf-Preis[1]